# グルノーブル美容専門学校
グルノーブル美容専門学校（ - びようせんもんがっこう、英語: GRENOBLE BEAUTY COLLEGE）は、埼玉県児玉郡にある私立専修学校。学校の略称はGURUBI。
美容師国家試験受験資格と、高卒相当の資格を取得できるコース（専修学校高等課程）もある美容師養成施設。

## 概観

### 学校全体
学校法人北埼玉学園によって設立された厚生労働大臣指定美容師養成施設である。学費が安く、無料のシェアハウス・合宿所もあるため、全国から生徒が集まる。特に通信課程は全国トップ5の生徒数であり、生徒総数は埼玉県で1位である。

### 建学の精神（校訓・理念・学是）
あらゆる経済的事由を抱えていようとも、その可能性を閉じてはならない。

#### 基本理念
努力をすべての基とし、幅広い知識を身につけ、実学を通して細やかな感受性、安定した良識を持ちあわせた専門性ある人材の養成。

#### 学校理念（美・心・技）
美道三大原則『美』『心』『技』
「美」私達は、常に美を追求し進化し続け社会に貢献します。
「心」私達は、常に「ありがとう」と言える素直な心を大切にします。
「技」私達は、常に高い技術と知識を身につけ成長し続けます。

#### 教育理念
「美」「心」「技」の「美道三大原則」を基に、美容の理論と実践を通じ教育の向上を目指し、常に変わりゆく多様な文化の中、学生を美容界のリーダーに育てると共に、社会に自立するために必要な人間力と高い専門技術を有する人材を育成し、生涯の学びへ導き地域社会に貢献する。

#### 教育目的
学校教育法並びに美容師法に基づき、美容に関する専門的知識と技術を授け、美容に携わる有為な人材を育成することを目的とする。

#### 教育目標
国家試験合格率100％を目指すと共に一般教養を高め、有能な職業人、社会人を育成することを目標とする。

#### 運営方針
志を持ちながら、経済的事情により就学する機会が奪われる者のないよう、学費支援の特典を設けている。

## 基礎データ

### 学章
グルノーブル美容専門学校の学章は、黄緑色とオレンジ色の若葉を組み合わせた四つ葉のクローバーである。四つ葉のクローバーの4枚の葉は希望、誠実、愛情、幸運を表している。

## 設置コース
- 美容科
  - 専門課程（2年制/昼夜）
  - 高等課程（3年制/昼夜）
  - 通信課程（3年制/昼）※附帯教育
  - まつ毛エクステ講習（30時間/昼）※附帯事業
  - 通信制高校（3年制/昼）